# Čvor (Bjelovar)
Čvor je hrvaška družba za digitalni tisk, ustanovljena 19. maja 1968 kot Ugankarsko združenje Bjelovar (Enigmatsko udruženje Bjelovar). Združenje je organizirala skupina ljubiteljev ugankarstva, predvsem križank, z idejnim vodjem Stjepanom Horvatom. Sedež je bil v Bjelovarju.

## Zgodovina
Na svoji ustanovni skupščini je bil za prvega predsednika združenja izbran Stjepan Horvat, za člane Upravnega odbora pa so bili izvoljeni Franjo Forjan, Slavko Perko in Miroslav Martinić. 
24. februarja 1974 sobzdruženje preimenovali v Ugankarsko združenje Čvor (Enigmatsko udruženje Čvor), pozneje 12. septembra 1982 pa v Ugankarsko društvo Čvor (Enigmatsko društvo Čvor).
Dolžnosti predsednika Čvora je opravljalo večje število znanih ugankarjev, predvsem iz Hrvaške, med njimi poleg Stjepana Horvata še Ivo Fici, Slavko Peleh, Ljubislav Drakulić, Zvonimir Jurković, Marijan Jurčec, Radoš Pušonjić, Petar Ivegeš.
Združenje se je ukvarjalo z izdajanjem ugankarskih publikacij, v katerih so sodelovali avtorji iz celotne nekdanje Jugoslavije. S svojo dolgoletno tradicijo je Čvor postal največji speacializirani založnik za ugankarsko publicistiko v Evropi. Poleg ugankarskih časopisov (Čvor, Mini Čvor, Osmosmjerka ...), namenjenih reševanju, so izdajali tudi specializirane časopise s teoretskimi članki na temo ugankarstva kot tudi  strokovno literaturo s področja ugankarstva (slovarji, tematske knjige, zbornik (almanah) ugankarjev Jugoslavije. Združenje je tudi organiziralo različna srečanja ugankarjev s področja nekdanje države.
Leta 1995 je bil Čvor registriran kot trgovska družba za založništvo in trgovino s sedežem v Bjelovarju. 

## Ugankarsko založništvo
Čvor je izdajal med drugim naslednje ugankarske časopise Čvor (od leta 1968.),  „Mini Čvor“ (od leta 1969.), „Čvor Križaljka (Čvor križanka)“ (od leta 1970.), „Skandi Čvor“ (od leta 1973.), „Predah“ (od leta 1974.), pozneje pa srečamo še naslove – „Super Skandi“, „ZEZ“, „Pop Rock Skandi“, „Naj Skandi“, „Zagonetač“, ter neugankarske časopise „Klasje“, „Čvorak“, „Oscar“ in druge. Z razpadom nekdanje države pa so številne izdaje Čvora prenehale izhajati, zadnja med njimi Osmosmjerka.
Velike zasluge v  ugankarstvu je „Čvor“ imel s spodbujanjem založniške dejavnosti vezane na ugankarstvo. Tako so med prvimi izdali knjige „Kako sastaviti dobru križaljku (Kako sestaviti dobro križanko)“ (Slavko Peleh), „Priručnik za odgonetače (Priročnik za reševalce)“ (S. Horvat), „Zagonetke anagram i palindrom (Uganki anagram in palindrom)“ (Miroslav Šantek), pa prve izdaje ugankarskih slovarjev pojmov z 2, 3, 4 in 5 črkami. Več kot trideset članov Čvora je obdelovalo do tedaj dostopne enciklopedije, leksikone, atlase in druge pomembne knjige in na več kot milijon karticah preneslo pojme, ki so bili namejenjeni ustvarjanju novih ugankarskih slovarjev. Veliki podvig predstavlja izdaja „Enigmatskog rječnika riječi od 6 slova (Ugankarski slovar besed s 6 črkami)“ (12 knjig po 240 strani z več kot 120 tisoč pojmov). Začeli so z delom na novem „Enigmatskom rječniku 3 (Ugankarski slovar 3)“, izdana je bila prva knjiga „Enigmatskog rječnika 7 (Ugankarski slovar 7)“.  Tovrstne izdaje je omejila in pozneje ustavila pojava osebnih računalnikov, interneta in predvsem Wikipedije.
V tem času so v Čvoru izdali več kot 200 naslovov knjig, predvsem s področja ugankarstva. Posebno mesto imata Leksikon zagonetača (Leksikon ugankarjev) S. Horvata in Bibliografija enigmatike (Bibliografija ugankarstva) Slavka Peleha. V leksikonu ugankarjev so predstavljeni do tedaj aktivni ugankarja s področja nekdanje Jugoslavije, med njimi tudi slovenski. 
Posebno mesto v založniški dejavnosti Čvora predstavlja Zagonetač, strokovno teoretično glasilo društva s teoretičnimi prispevki članov in nečlanov vezanih na ugankarstvo.
Čvor je tudi pobudnik podeljevanja nagrad za dosežke na področju ugankarstva.

## Ugankarska srečanja
Že od ustanovitve je Čvor poskušal združevati ugankarje ne glede na starost, znanje in narodno pripadnost. Tako so že leta 1969 uspeli v Vinkovcih zbrati ugankarje, kjer je bilo v okviru Vinkovačkih jeseni prvo srečanje ugankarjev. 
Čvor je bil tudi iniciator ustanavljanja drugih ugankarskih društev, bodisi kot samostojnih ali podružnic Čvora. Pozneje so se ta društva povezovala v republiške zveze in Čvor je organiziral ustanovitev Zagonetačkog saveza Hrvatske (Ugankarska zveza Hrvaške). Tudi sedež zveze je bil v Bjelovarju. 
V počastitev 50 letnice ustanovitve ugankarskega združenja Čvor bo v Bjelovarju v oktobru 34. srečanje Ugankarjev Hrvaške (Susreti odgonetača in zagonetača Hrvatske).,

## Mednarodna dejavnost Čvora
Tudi na mednarodnem sodelovanju med ugankarji, predvsem iz Vzhodne Evrope je Čvor imel vodilno vlogo, saj so že jeseni 1970 vzpostavili odnose z madžarskim Fulesom, pozneje pa je bilo s strani Čvora iniciirano srečanje ugankarskih urednikov Vzhodne Evrope pod imenom Mednarodna srečanja ugankarskih urednikov, ki se je pozneje preimenovalo v Enigmapres. 

## Današnji Čvor
Danes se Čvor pretežno ukvarja s tiskarsko dejavnostjo in deloma z založništvom. V Čvoru je 7 zaposlencev in večje število zunanjih, občasnih sodelavcev. Danes je to pomembna družba z najsodobnejšo opremo za digitalni tisk. Poleg tega se ukvarjajo z oslikavo vozil v reklamne namene.
Poleg tiskarske dejavnosti se ukvarjajo z založništvom, saj so založniki mesečnika Ribiči & Ribe, Županijskega oglasnika, ter mestnih vodnikov za Bjelovar, Kutino, Sisek. Tu so tudi druge občasne izdaje ob raznih manifestacijah, v katere je vključena družba Čvor.
Čvor je bil med soorganizatorji Mednarodnega  salona karikature Čvorak, ki pa je vsled nezainteresiranosti mestnih oblasti in pokroviteljev začasno ukinjen.  Čvor ima tudi lastno internet prodajo likovnih del likovnih amaterjev s področja osrednje Hrvaške.
Danes družbo vodi Hrvoje Horvat, sin Stjepana Horvata.